# Черёмуховская-Глубокая
«Черёмуховская–Глубокая» — вторая по глубине шахта в России (после шахты рудника Скалистый, достигшей в сентябре 2018 года проектной глубины 2056 м). Принадлежит ООО СУБР, «Русал». Расположена в посёлке Черёмухово Североуральского муниципального округа Свердловской области. Её глубина составляет 1550 м, диаметр вертикального скипо-клетевого ствола – 8 м. В шахте работает три подъемно-спусковых механизма. Производительность шахты 3,4 млн тонн бокситов в год. Запасы разведанной руды составляют 240 млн тонн. Содержание алюминия в руде до 60 %.
3 декабря 2021 года на шахте произошёл горный удар. Инцидент произошёл на северном фланге горизонта — 980 метра. Никто не пострадал.